# Троицкий, Серафим Николаевич
Серафим Николаевич Троицкий (21 августа (3 сентября) 1909, село Фёдорово, Сусанинский уезд, Костромская губерния, Российская империя — 19 апреля 1990, Иваново, РСФСР) — советский художник, график, член Союза художников СССР (1937), заслуженный учитель школы РСФСР (1984).

## Биография
Родился 21 августа 1909 года в селе Фёдорово в Костромской губернии.
Учился в частной художественной школе Н. П. Шлеина в Костроме.
В 1935 году окончил Ивановский художественно-педагогический техникум (преподаватели — А. М. Кузнецов, М. С. Пырин, Н. П. Секирин, Н. Г. Буров).
В 1937 году принят в члены Союза художников СССР и до начала Второй мировой войны руководил студией изобразительного искусства при Ивановском Дворце пионеров. После окончания войны, начал преподавать живопись и рисунок в Ивановском художественном училище. Среди его учеников — Е. А. Грибов, Валерий и Нина Родионовы, а также А. Е. Шушунин (1926—2002), Б. М. Романычев (1932—1988), В. М. Крутов (1934—2010).
В 1984 году получил звание Заслуженного учителя школы РСФСР.
Скончался 19 апреля 1990 года в Иванове.

## Творчество
Участвовал в многочисленных городских, областных, региональных и всесоюзных выставках.
выставки
- 1938, Иваново[2]
- «Ивановские художники — фронтовики» (Иваново, художественная галерея «Классика»[3])
- «Семейные традиции» (11 апреля 2008, Плёс, Музей пейзажа Плесского музея-заповедника[4])

## Семья
- Брат — Михаил Николаевич (1907—1967), художник.